# Línea 9 de CPTM
La Línea 9 - Esmeralda es una línea de ferrocarril metropolitano en la ciudad de São Paulo (Brasil). La línea es una de las trece que conforman la Red Metropolitana de Transporte de São Paulo y una de las cuatro operadas por la empresa privada Motiva (anteriormente conocida como Via Mobilidade). Comprende el tramo definido entre las estaciones Osasco y Varginha. Fue creada sobre el antiguo ramal de Jurubatuba de la Estrada de Ferro Sorocabana. Hasta octubre de 2007 se llamaba "Línea C - Celeste", cambiando después su nombre para "Línea C - Esmeralda", el cual conservó hasta marzo del 2008.

## Histórico

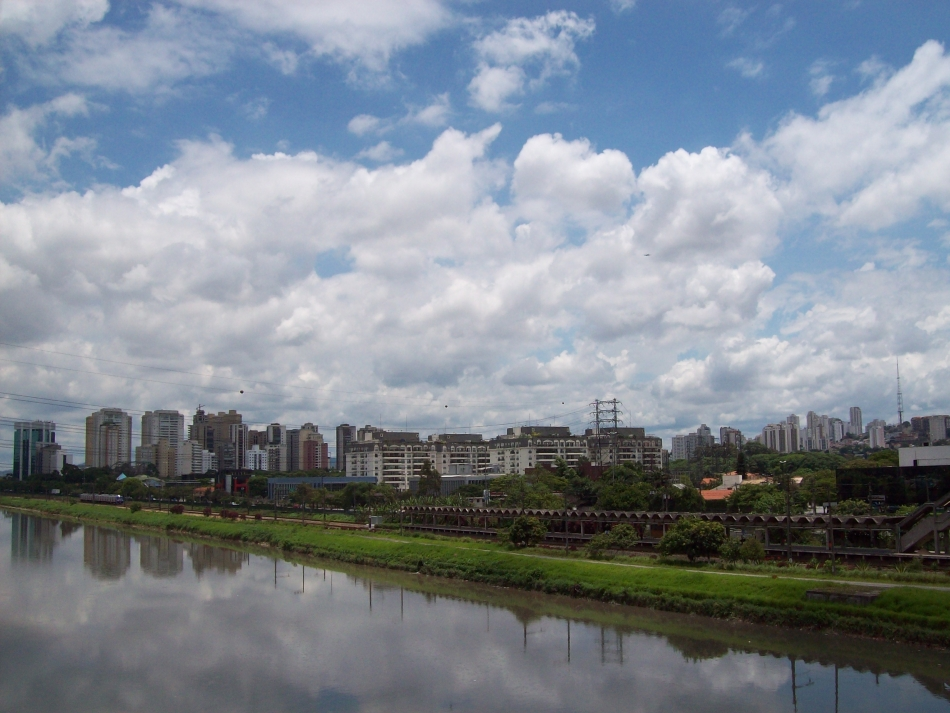
La Estación Cidade Universitária, en la Marginal Pinheiros.

La línea 9 se extiende por 37,3 kilómetros desde Osasco hasta Varginha, pasando por veintiún estaciones. Une la región sur del municipio de São Paulo con el municipio de Osasco, corriendo a lo largo de casi toda la extensión de la Marginal del Río Pinheiros.
La línea fue inaugurada, ya electrificada en 1957 por la Estrada de Ferro Sorocabana como una manera de acortar la distancia entre el centro de la capital con la bajada de la sierra realizada por la línea de Mairinque-Santos de esa ferrovía. Los servicios de suburbanos se iniciaron en la misma época, partiendo de la Estación Julio Prestes y atendiendo, en algunas épocas, la vieja estación Evangelista de Souza, en el sur de la ciudad de São Paulo, casi en el límite con la Serra do Mar. Los trenes que estaban rodando en una sola vía y la mayoría de sus estaciones no pasaban de estructuras precarias.

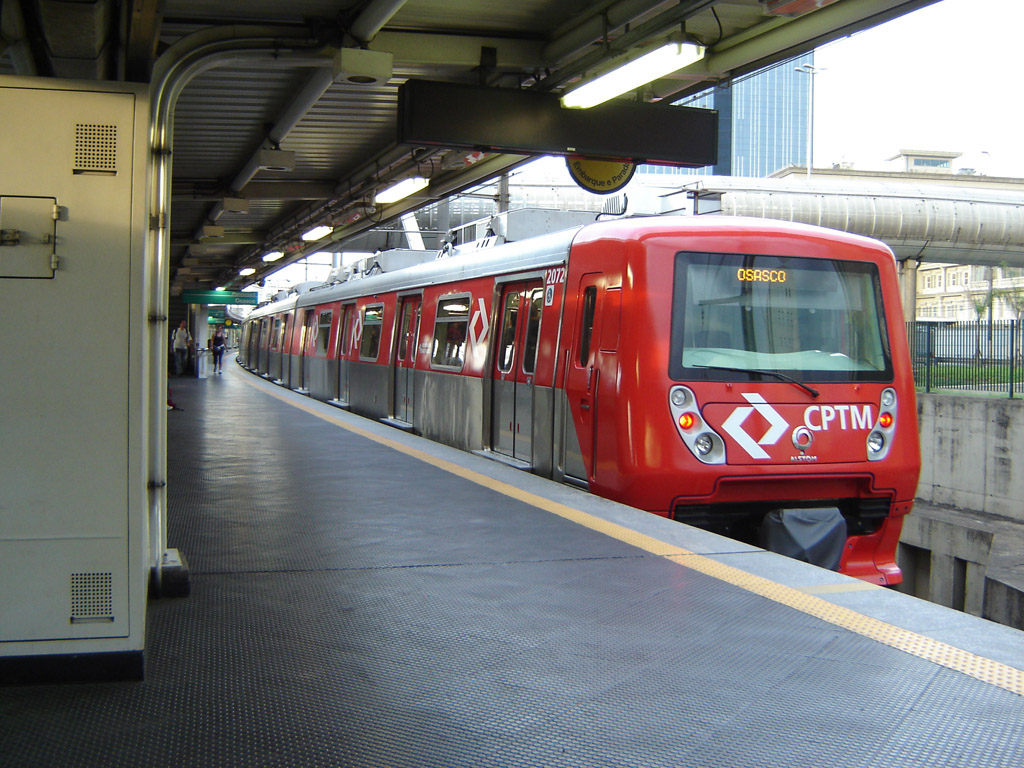
Tren Alston 2070 que comenzó sus operaciones en 2008

En 1971 se incorporó a la Ferrovia Paulista SA - FEPASA, que a finales de la década de 1970, interrumpió sus servicios de suburbanos para la duplicación de la vía y la ampliación del ancho de vía a 1,60 m. En 1981 los servicios se reinauguraron, ahora partiendo desde Osasco hasta Pinheiros, y en 1987 volvió a atender nuevamente a la estación Jurubatuba. En 1992 fue inaugurada una ampliación hasta Varginha, de ancho de vía 1,00 m, que circuló hasta el 2001.
Desde 1994, la línea pasó a ser administrada por la Compañía Paulista de Trenes Metropolitanos (CPTM) siendo la Línea C - Celeste. Basado en el proyecto originado en la administración de la FEPASA, denominado "Dinamización de la Línea Sur", la CPTM en 1998, comenzó la reestructuración de la línea, creando siete nuevas estaciones, seis de ellas entre la larga distancia que había desde Pinheiros hasta Santo Amaro, caracterizándola como modelo de sistema de metro de la superficie. Se planificó, entonces, incorporarla de manera efectiva a la red de metro, convirtiéndose en la Línea 9.

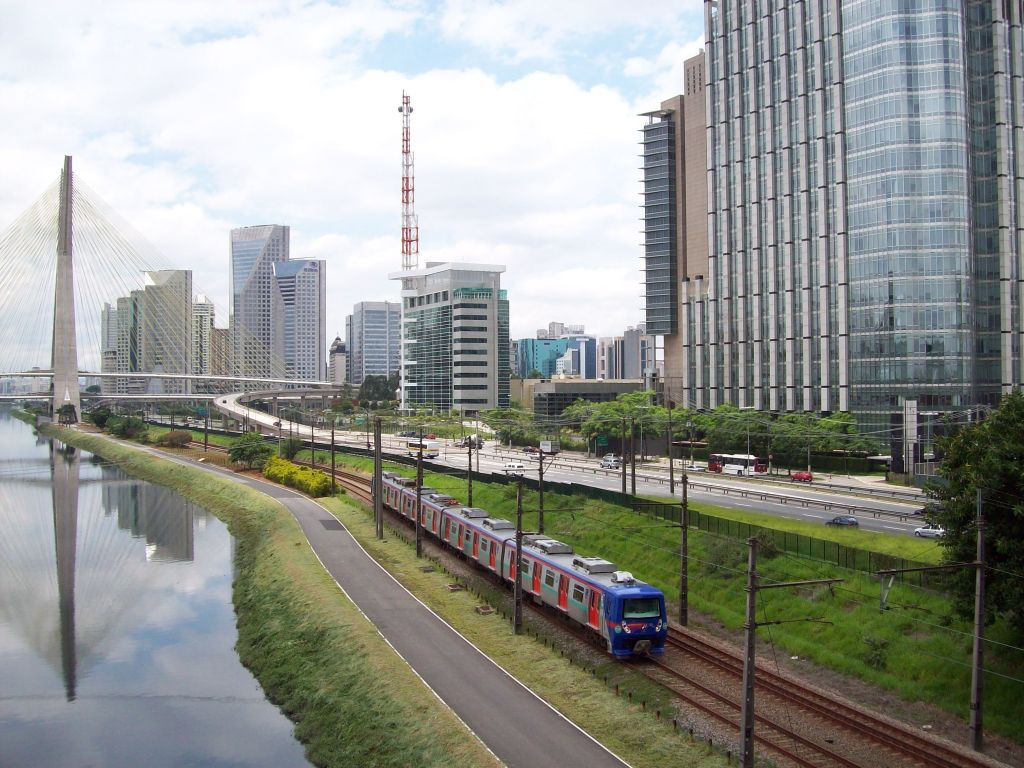
Tren pasando por los barrios Vila Cordeiro y Brooklin.

Desde octubre de 2007 la línea paso a llamarse "Línea 9 - Esmeralda" por decreto del Gobernador José Serra, al ser entregada en conjunto con la Estación Autódromo, y pasó a ser administrada conjuntamente por la Companhia do Metropolitano y la CPTM.

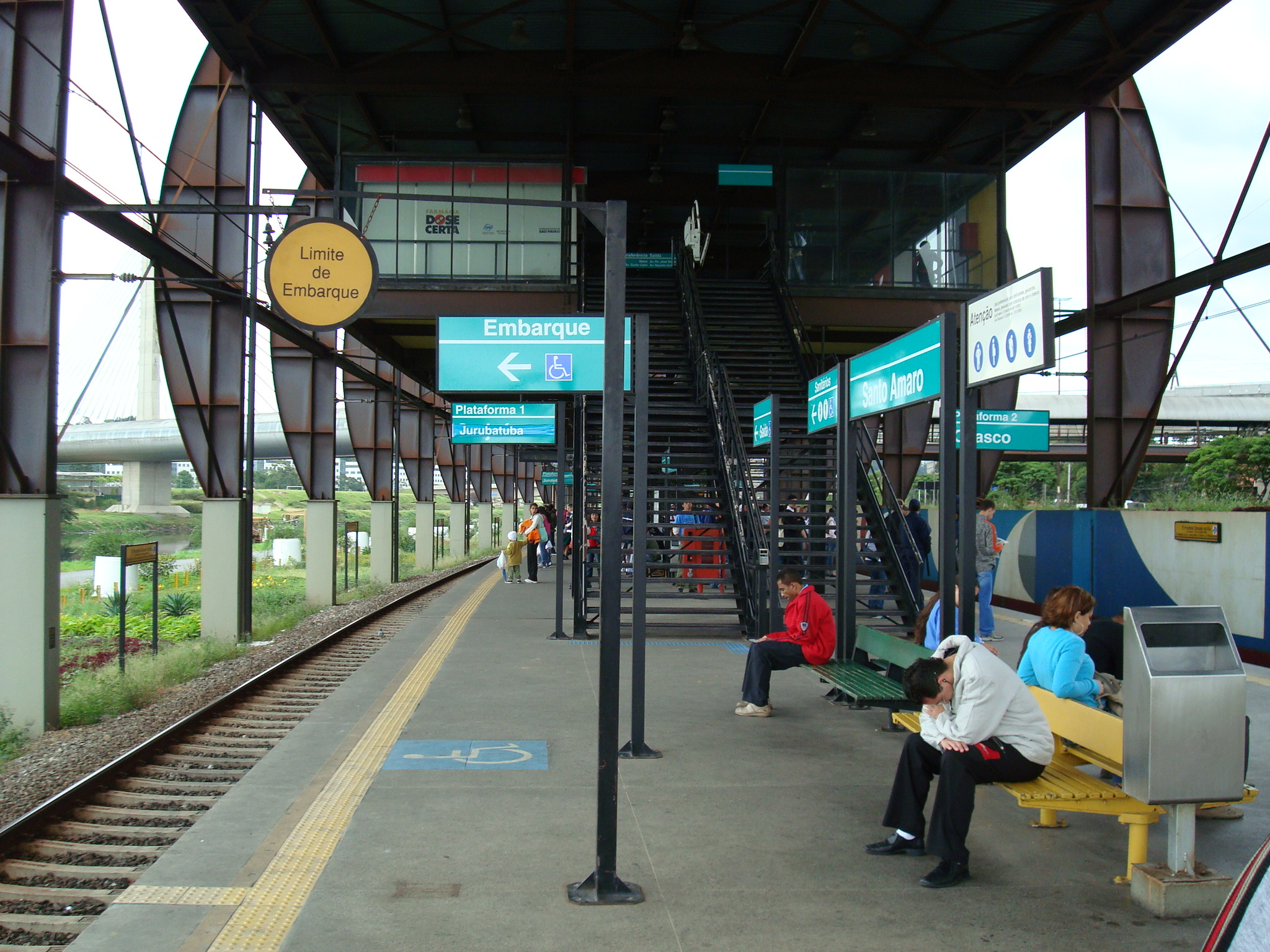
Estación Santo Amaro

La línea recibió 12 trenes nuevos de 4 vagones cada uno, que están en operación desde noviembre del 2008. En 2010 y 2011 recibió más trenes de ocho vagones cada uno (dieciséis de cuatro vagones), dada la previsión de un gran aumento en la demanda de usuarios con la reciente inauguración de la Línea 4 - Amarilla, y de la integración entre ambas en la Estación Pinheiros.
En 2013, CPTM inició la construcción de dos estaciones más, la Estación Mendes-Vila Natal y la Estación Varginha, además de otros 4,5 km de nuevas carreteras hacia el extremo sur. Mendes-Vila-Natal fue entregada el 10 de agosto de 2021 y rebautizada, por decreto estatal n.º 65.925, como Bruno Covas Mendes-Vila Natal, en homenaje póstumo a Bruno Covas, exalcalde de São Paulo, fallecido de cáncer en mayo del mismo año.
El 1 de marzo de 2019 se firmó un convenio entre CPTM y Brookfield (a través de su subsidiaria Tegra) que prevé la donación del proyecto de la estación y las áreas necesarias para el mismo. El proyecto estableció la implantación de la estación João Dias entre las estaciones Granja Julieta y Santo Amaro, la que fue inaugurada el 5 de noviembre de 2021.
Esta línea es operada por la compañía Motiva (Perteneciente al Grupo CCR y anteriormente conocida como Via Mobilidade) desde febrero de 2022.  

## Trayecto
En casi todo su trayecto, la línea bordea el Río Pinheiros (desde CEASA hasta Santo Amaro) y el canal do Jurubatuba (entre Santo Amaro y Jurubatuba), alejándose del canal a partir del momento en que realiza el contorno al lado del basurero sanitario para alcanzar el puente que cruza el Canal de Jurubatuba, continuando por el antiguo lecho de la ferrovía que llegaba al litoral de São Paulo en Santos a través de la Estación Evangelista de Souza. En este tramo la línea atiende al barrio Grajaú. Tiene dos estaciones situadas en el municipio de Osasco (Osasco y Presidente Altino), las demás estaciones se encuentran en la capital paulista.

## Características
|                                  | Osasco ↔ Grajaú          |
| -------------------------------- | ------------------------ |
| Extensión                        | 37,3 km                  |
| Intervalo entre trenes (pico)    | 3,5 min                  |
| Cantidad de estaciones           | 21                       |
| Trenes (hora pico)               | 20 (4 trenes extra) = 24 |
| Tiempo de viaje                  | 53 min (aproximadamente) |
| Distancia media entre estaciones | 1.929m                   |
| Pasajeros en hora pico           | 9.345                    |
| Velocidad media operativa        | 36 km/h                  |
| Velocidad maxima operativa       | 90 km/h                  |
| Pasos de nivel                   | 0                        |

## Estaciones

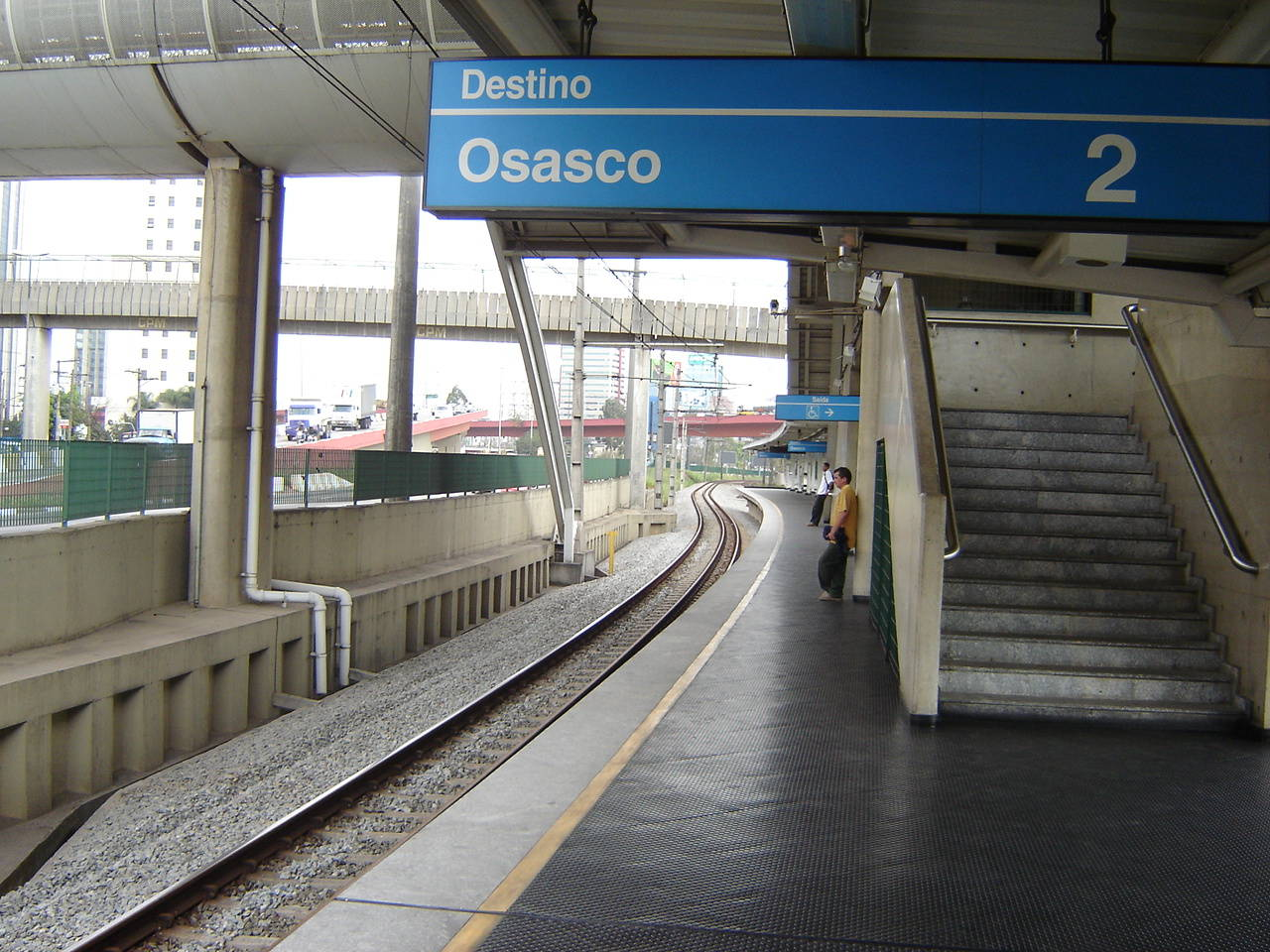
Estación Vila Olímpia

| Sigla | Estación             | Municipio | Comentarios                                                                               | MDU (11/2019) |
| ----- | -------------------- | --------- | ----------------------------------------------------------------------------------------- | ------------- |
| OSA   | Osasco               | Osasco    | Integración gratuita con Línea 8 - Diamante, acceso a Terminal Rodoviaria de Osasco.      | 63.625        |
| PAL   | Presidente Altino    | Osasco    | Integración gratuita con Línea 8 - Diamante.                                              | 13.920        |
| CEA   | Ceasa                | São Paulo | Ceasa São Paulo                                                                           | 6.858         |
| JAG   | Vila Lobos-Jaguaré   | São Paulo |                                                                                           | 13.776        |
| USP   | Cidade Universitária | São Paulo | Integración gratuita vía Ponte Orca con la Estación Vila Madalena, de la Línea 2 - Verde. | 8.643         |
| PIN   | Pinheiros            | São Paulo | Integración gratuita con Línea 4 - Amarilla.                                              | 129.975       |
| HBR   | Hebraica-Rebouças    | São Paulo |                                                                                           | 13.816        |
| CJD   | Cidade Jardim        | São Paulo |                                                                                           | 16.938        |
| VOL   | Vila Olímpia         | São Paulo |                                                                                           | 39.960        |
| BRR   | Berrini              | São Paulo | Integración con corredor de ómnibus Diadema - Brooklin, de la EMTU.                       | 24.229        |
| MRB   | Morumbi              | São Paulo | Futura integración gratuita con Línea 17 - Oro.                                           | 32.097        |
| GJT   | Granja Julieta       | São Paulo |                                                                                           | 18.663        |
| JOD   | João Dias            | São Paulo |                                                                                           | N/D           |
| SAM   | Santo Amaro          | São Paulo | Integración gratuita con Línea 5 - Lila.                                                  | 96.621        |
| SOC   | Socorro              | São Paulo |                                                                                           | 14.151        |
| JUR   | Jurubatuba           | São Paulo |                                                                                           | 17.744        |
| AUT   | Autódromo            | São Paulo | Acceso al Autódromo de Interlagos.                                                        | 10.867        |
| INT   | Primavera-Interlagos | São Paulo | Se llamaba Interlagos hasta 2007.                                                         | 17.159        |
| GRA   | Grajaú               | São Paulo | Integración con Terminal Grajaú de la SPTrans.                                            | 74.922        |
| MVN   | Mendes–Vila Natal    | São Paulo |                                                                                           | N/D           |
| VAR   | Varginha             | São Paulo | Integración con la futura Terminal Nova Varginha de SPTrans.                              | N/D           |

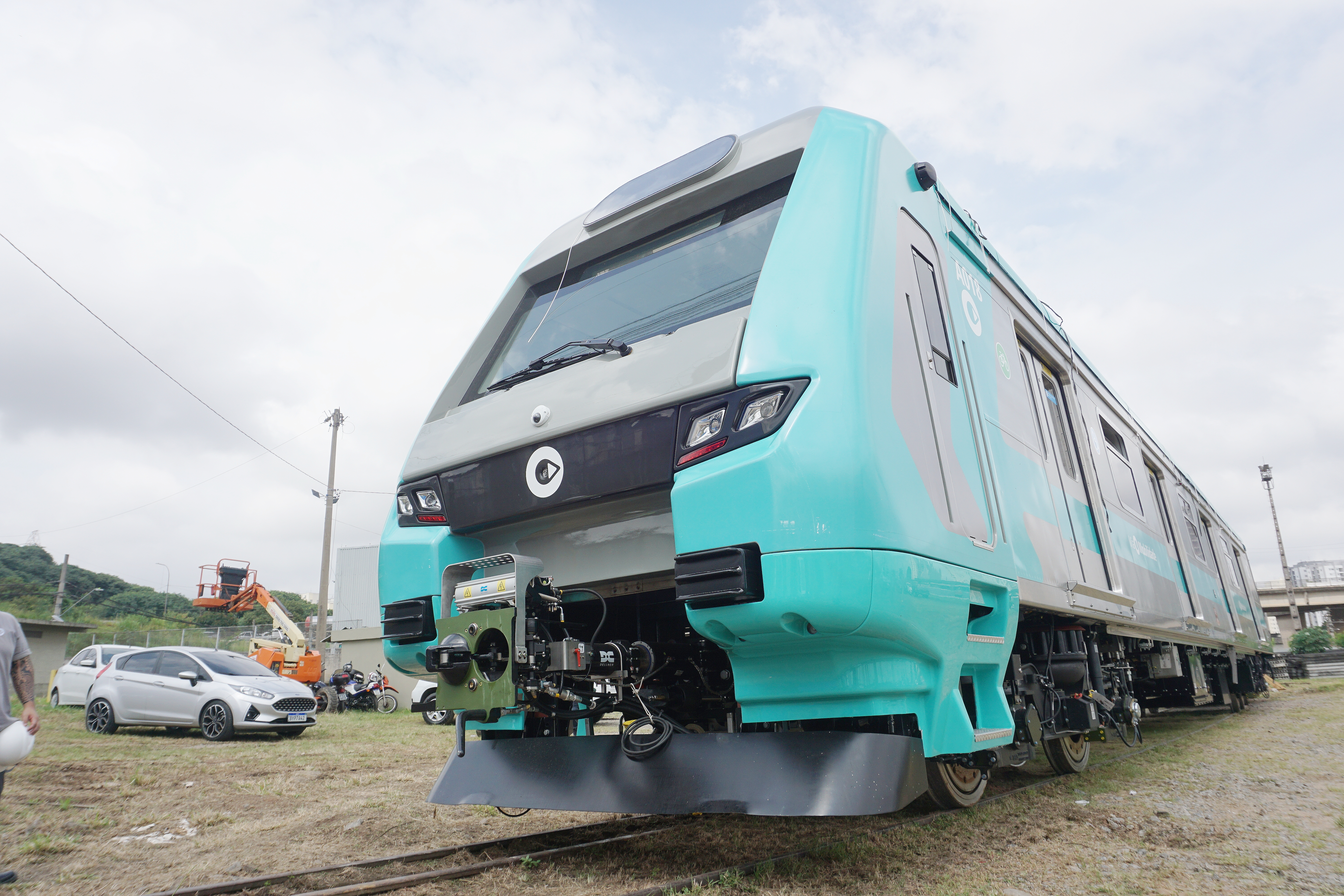
Tren Alston 8900 que comenzó sus operaciones en 2023

MDU = media de usuarios embarcados por día hábil en cada estación, desde el inicio del año. En las estaciones con dos o más líneas el MDU representa la totalidad de pasajeros embarcados en la estación, sin tener en cuenta cual línea será utilizada por el usuario.